# Władimir Potiomkin
Władimir Pietrowicz Potiomkin (ros. Владимир Петрович Потёмкин; ur. 7 października?/19 października 1874 w Twerze, zm. 23 lutego 1946 w Moskwie) – radziecki dyplomata i historyk, poseł w Atenach, Rzymie, Paryżu. W latach 1937–1940 zastępca ludowego komisarza spraw zagranicznych ZSRR, następnie 1940–1946 ludowy komisarz oświaty Rosyjskiej Federacyjnej Socjalistycznej Republiki Radzieckiej.
W 1944 członek „Specjalnej komisji ds. ustalenia i przeprowadzenia śledztwa okoliczności rozstrzelania w lesie katyńskim polskich jeńców wojennych przez niemiecko-faszystowskich najeźdźców” (tzw. Komisji Burdenki), powołanej przez Biuro Polityczne KC WKP(b) celem zrzucenia odpowiedzialności na III Rzeszę za dokonanie zbrodni katyńskiej.